# Seznam slovenskih bas kitaristov
Seznam slovenskih bas kitaristov.

## A
- Aleš Avbelj

## B
- Mario Barišič
- Vili Bertok
- Klemen Blažič
- Igor Bošnjak
- Dejan Brilj
- Imer Traja Brizani
- Inko Brus
- Aljoša Buha
- Zvone Bukovec

## C
- Vili Cankar
- Vinko Cankar
- Ken Cotič

## Č
- Boštjan Časl
- Aleš Češnovar

## D
- Nino de Gleria
- Marino Dugaro - Mare
- Tomi Demšer
- Uroš Debelak

## F
- Erik Filipčič

## G
- Gašper Gantar
- Matjaž Gantar
- Aleš Gerkman
- Vesna Godler
- Bojan Goličnik
- Žiga Golob
- Patrik Grbac
- Zdenko Grubišič
- Vili Guček

## H
- Jani Hace
- Jože Hauko
- Marko Herak (? - 2022)
- Andrej Hočevar
- Dare Hočevar
- Matej Hotko
- Andrej Hribar
- Jernej Hudobivnik
- Peter Hudobivnik
- Toni Humar

## I
- Matej Ivančič

## J
- Črt Janowsky
- Tine Jelen
- Ven Jemeršič
- Sergej Jereb
- Luka Jerončič
- Nace Jordan
- Aleš Jošt Josh
- Simon Jurečič

## K
- Dušan Kajzer
- Tadej Kampl
- Ana Karenini
- Mitja Kavec
- Andrej Kociper
- Jožef (Joužek) Kociper
- Danilo Kocjančič
- Anej Kočevar
- Tomaž Koncilija
- Ladi Koradin
- Miha Koren
- Teo Korenika
- Vili Korenika
- Ana Korenini
- Tone Košmrlj
- Slavko (Slavc) Kovačič
- Boris Kramberger
- Primož Krnjak
- Domen Kumer
- Franc Kumer

## L
- Maurizio Labinaz
- Gabrijel Lah
- Jani Lah
- Jošt Lampret
- Bruno Langer
- Anže Langus
- Marjan Lebar
- Lepi Dasa
- Uroš Lipovec
- Franci Logar
- Marko Loredan
- Igor Lunder? st./ml.

## M
- Gogi Marčič
- Marino Marinac
- Dušan Markič - Duco
- Franjo Martinec
- Martin Matekovič
- Nikola Matošič
- Uroš Medved
- Luka Medvešček
- Mirko Medvešek
- Željko Mevželj
- Alex Mladenov
- Miro Mutvar

## N
- Karel - Čarli Novak
- Marko Novak

## O
- Jadran Ogrin
- Marjan Ogrin

## P
- Bernard Pajk
- Bojan Pečar
- Djuro Penzeš
- Janez Per
- Sarita Petrič
- Mario Pevec
- Vlado Pirc
- Piero Pocecco
- Boštjan Podlesnik
- Cveto Polak
- Tomi Popit
- Blaž Porenta
- Egon Prinčič

## R
- Ladislav Rebrek
- Martin Rozman

## S
- Boris Samec Ružević
- Nikola Sekulović
- Dejan Skoporc
- Dejan Slak
- Matevž Smerkol
- Ervin Smisl
- Tomaž Sršen
- Alen Steržaj

## Š
- Dušan Šandrić
- Branko Šeško
- David Šuligoj
- Vlado Špindler
- Nina Špolar
- Marko Šturm Bico
- Marko Šumer
- Matjaž Švagelj

## T
- Davor Tavčar
- Miro Tomassini
- Dominik Trobentar
- Tomi Tršar

## U
- Matjaž Ugovšek - Ugo
- Aleš Ulaga

## V
- Andrej Veble
- Boris Vede
- Srečo Verčič
- Brane Vidan
- Luka Vinko
- Damir Vintar
- Primož Vižintin
- Alan Vranič
- Marko Vuksanović

## Z
- Janez Zakošek
- Andrej Zupančič

## Ž
- Uroš Žekar
- Sandi Ževart